# Zločiny Velké Prahy
Zločiny Velké Prahy jsou český historický kriminální seriál. Seriál se odehrává v roce 1922, v období kdy se centrální Praha sloučila s osmatřiceti městy a vznikla tak Velká Praha. Podle tvůrců však mají jednotlivé příběhy vyznít současně. Seriál má deset dílů a jeho režisérem je Jaroslav Brabec. Na seriálu spolupracoval spisovatel a historik Michal Dlouhý, který mimo jiné stojí za scénářem Četnických humoresek.
Hlavní role ztvárnili Jaroslav Plesl, Jiří Langmajer a Denis Šafařík. První díl seriálu odvysílala stanice ČT1 dne 31. ledna 2021. Poslední díl se vysílal 4. dubna 2021.
Seriál vyšel také jako kniha.

## Obsazení

### Hlavní a vedlejší role
| Jaroslav Plesl     | vrchní inspektor Hynek Budík                |
| Jiří Langmajer     | obvodní inspektor Rudolf Havlík             |
| Denis Šafařík      | policejní agent Martin Nováček              |
| Lenka Vlasáková    | Ilona Budíková, manželka inspektora Budíka  |
| Darija Pavlovičová | Julie Budíková, dcera inspektora Budíka     |
| Sabina Rojková     | Sisi, nevlastní dcera inspektora Budíka     |
| Lucie Žáčková      | Toni, důvěrná přítelkyně inspektora Havlíka |
| Ildikó Vargová     | Enikő, služebná rodiny Budíkových           |
| Mira Štěpánová     | Pavlínka, chráněnka inspektora Havlíka      |
| Jiří Bartoška      | policejní prezident JUDr. Antonín Král      |
| Ondřej Malý        | vrchní inspektor Braun                      |
| Miroslav Táborský  | vrchní komisař                              |
| Martin Myšička     | JUDr. Herman Herzog                         |
| František Němec    | doktor Málek                                |
| Jiří Lábus         | patolog                                     |
| Josef Carda        | soudce                                      |
| Predrag Bjelac     | baron Milotín                               |
| Václav Jiráček     | číšník Milan                                |
| Jiří Roskot        | Pavel Drábek                                |
| Miroslav Horský    | řidič Neužil                                |
| Anita Krausová     | prostitutka                                 |
| Martina Babišová   | prostitutka                                 |

### Epizodní role

#### Dáma v studni
| Marek Adamczyk        | Rudolf Malát       |
| Štěpánka Fingerhutová | Anna Buršíková     |
| Jana Gýrová           | Magdalena Mráčková |
| Vladimír Škultéty     | Zdeněk Milota      |
| Jaroslav Vlach        | Karel Milota       |
| Petr Pěknic           | Jan Soukup         |
| Martina Preissová     | hostinská          |
| Petr Motloch          | četník Pavelka     |
| Petr Drozda           | čeledín Hora       |
| Miroslav Hrabě        | detektiv           |
| Richard Fiala         | detektiv           |
| Michal Roneš          | mlékař Kovařík     |
| Zdeněk Sedláček       | dr. Sojka          |

Dále hrají Pavel Krátký, Eva Menzelová, Anna Menzelová, Marek Motlíček, Martina Lesová.

#### Loutkohra
| Jaromír Dulava    | pan Zapletal      |
| Jan Vondráček     | Jaroslav Dvořáček |
| Alena Mihulová    | paní Dvořáčková   |
| Martin Preiss     | strážník Paterna  |
| Lada Jelínková    | hospodyně         |
| Vojtěch Koníček   | Ervín Knebl       |
| Hartmut Krug      | Franz Knebl       |
| Claudia Vašeková  | Kneblová          |
| Michal Kern       | Josef Bauer       |
| Josef Grec        | Jirka Zapletal    |
| Miluše Hradská    | domácí Karasová   |
| Johana Matoušková | prostitutka       |
| Petr Drholec      | starosta          |
| Jan Hrovatitsch   | místní lékař      |
| Jan Nemejovský    | karetní hráč      |

Dále hrají Jan Jirásek, Ondřej Svoboda, Ondřej Cimpl, Eva Menzelová, Anna Menzelová, Lucie Březovská.

#### U zdi
| Martin Finger          | Josef Šoural               |
| Barbara Lukešová       | Jarmila Šouralová          |
| Robert Jašków          | strážník Maxmilián Březina |
| Vít Roleček            | strážník Janouch           |
| Hynek Chmelař          | dr. Kolísko                |
| Zdeněk Stadtherr       | Joura                      |
| Hanuš Bor              | doktor                     |
| Jan Nemejovský         | karetní hráč               |
| Ester Geislerová       | hostinská                  |
| Šárka Vaculíková       | Anča                       |
| Jaroslav Satoranský    | farář                      |
| Jaroslav Achab Haidler | soused Machata             |
| Jiří Schwarz           | stakář Bubla               |
| Jaromíra Mílová        | farská kuchařka            |
| Rozálie Klimešová      | služka Blažena             |

Dále hrají Lukaš Borik, Eva Menzelová, Anna Menzelová, Lucie Březovská, Emilie Heráčková.

#### Nedohraná etuda
| Eva Josefíková     | Eliška Havránková   |
| Václav Šanda       | Jindřich Chalupa    |
| Klára Melíšková    | domovnice Králová   |
| Leoš Noha          | řezník Karel Škopek |
| Zdeňka Sajfertová  | Marie Škopková      |
| David Suchařípa    | Ctirad Hejný        |
| Petra Špindlerová  | sekretářka          |
| Radana Herrmannová | profesorka          |

Dále hrají Kateřina Lojdová, Tomáš Kořének, Jiří Hajdyla, Jiří Kočárek, Jan Bradáč, Eva Menzelová, Anna Menzelová, Petra Míková.

#### Pekelný stroj
| Pavel Liška    | vynálezce Jan Poulíček |
| Tereza Hofová  | Evženie Poulíčková     |
| Vilém Udatný   | Karel Chládek          |
| Viktor Limr    | poručík Brabec         |
| Pavel Langer   | major Žabka            |
| Zuzana Hodková | písařka Coufalová      |

Dále hrají Mária Dolanská, Roman Klimeš, Kamil Vrtiška, Milan Koritňák, Eva Menzelová, Anna Menzelová.

#### Zmizelá
| Marek Taclík         | pekař Karel Štangl   |
| Jan Novotný          | strážmistr Voldán    |
| Zdeněk Rohlíček      | strážník Růžek       |
| Karel Jirák          | strážník Novák       |
| Tomáš Fišer          | strážník Janeš       |
| Jakub Albrecht       | strážmistr Čadílek   |
| Pavel Neškudla       | Ing. Kristián Křivan |
| Anežka Rusevová      | Slávka Brennerová    |
| Jenovéfa Boková      | Litovová             |
| Vlasta Chramostová   | bytná Procházková    |
| Ladislav Hampl       | zlodějíček Bureš     |
| Štěpán Kozub         | Jakub Kleindiest     |
| Stanislava Jachnická | Kleindiestová        |
| Martin Zahálka       | primátor Baxa        |
| Elizaveta Maximová   | sestra Půlpánová     |
| Oldřich Král         | advokát Převrátil    |
| Jiří Podzimek        | gynekolog Kolář      |
| Antonín Mašek        | učeň Studenovský     |
| Luděk Nešleha        | vrátný Holas         |
| Karel Polišenský     | archivář Klimeš      |

Dále hrají Filip Zelenka, Vít Svoboda, Patrik Šimoníček, Vilém Farris, Sebastian Stingl, Eva Menzelová, Anna Menzelová.

#### Lepší život
| Jaroslava Pokorná | matka Suchá     |
| Zuzana Onufráková | Věra Suchá      |
| Miroslav Hanuš    | Josef Pokorný   |
| Martin Kubačák    | Matěj Sluníčko  |
| Alice Šnirychová  | pokladní Jiřina |
| Jan Nemejovský    | karetní hráč    |

Dále hrají Vít Karas, Petr Kocourek, Petr Čížek, Eva Menzelová, Anna Menzelová,Veronika Kargerová Ečerová.

#### Doktor Herzog
| Hana Vagnerová     | Milada Herzogová     |
| Fedir Kis          | Lukáš Herzog         |
| Petr Vršek         | Jiří Knesl           |
| Denisa Nesvačilová | Karolína Dubovská    |
| Jan Dolanský       | obchodník Karel Nový |
| Václav Knop        | notář Blažek         |
| Helena Virgler     | posluhovačka Žofie   |
| Josef Vrána        | Jenda Říha           |
| Zdeněk Pecháček    | Pecháček             |

Dále hrají Eva Menzelová, Anna Menzelová.

#### Tajemství
| Petra Lustigová           | Žofie Půlpytlová           |
| Luboš Veselý              | Emil Půlpytel              |
| Petr Vančura              | Vojta Půlpytel             |
| Kryštof Krhovják          | farář Karel Půlpytel       |
| Petr Šmíd                 | truhlář František Půlpytel |
| Tomáš Turek               | strážník Kadlec            |
| Martin Pechlát            | Šalanada                   |
| Halka Jeřábek Třešňáková  | Šalanadová                 |
| Markéta Děrgelová         | Otýlie Bartošová           |
| Otmar Brancuzský          | mlynář Alfréd Hudeček      |
| Andrea Daňková            | Máňa                       |
| Kateřina Petrová Olšovská | služebná                   |

Dále hrají Jan Jirásek, Eva Menzelová, Anna Menzelová.

#### Host do domů
| Marek Vašut      | Alois Vejvoda     |
| Linda Rybová     | Růžena Vejvodová  |
| Lukáš Příkazký   | Václav Zelinka    |
| Marika Šoposká   | Alžběta Komínková |
| Jaromír Nosek    | bratr Vavřinec    |
| Michal Krátký    | bratr Augustin    |
| Tomáš Dastlík    | Ferdinand Kupka   |
| Daniel Margolius | Josef Poláček     |
| Jan Šimůnek      | Boháček           |
| Jan Nemejovský   | karetní hráč      |
| Jiří Havel       | kněz              |
| Tomáš Šolc       | převor            |

Dále hrají Zbyněk Humpolec, Eva Menzelová, Anna Menzelová.

## Seznam dílů
| Č. v seriálu | Č. v řadě | Název dílu      | Režie           | Scénář          | Premiéra na ČT1 | Sledovanost (v mil. diváků) |
| ------------ | --------- | --------------- | --------------- | --------------- | --------------- | --------------------------- |
| 1            | 1         | Dáma v studni   | Jaroslav Brabec | Petr Zikmund    | 31. ledna 2021  | 2,026                       |
| 2            | 2         | Loutkohra       | Jaroslav Brabec | Petr Zikmund    | 7. února 2021   | 1,933                       |
| 3            | 3         | U zdi           | Jaroslav Brabec | Petr Zikmund    | 14. února 2021  | 1,946                       |
| 4            | 4         | Nedohraná etuda | Jaroslav Brabec | Jan Drbohlav    | 21. února 2021  | 1,985                       |
| 5            | 5         | Pekelný stroj   | Jaroslav Brabec | Petr Zikmund    | 28. února 2021  | 1,805                       |
| 6            | 6         | Zmizelá         | Jaroslav Brabec | Jan Drbohlav    | 7. března 2021  | 1,890                       |
| 7            | 7         | Lepší život     | Jaroslav Brabec | Zdeněk Zapletal | 14. března 2021 | 1,834                       |
| 8            | 8         | Doktor Herzog   | Jaroslav Brabec | Zdeněk Zapletal | 21. března 2021 | 1,751                       |
| 9            | 9         | Tajemství       | Jaroslav Brabec | Ivan Hejna      | 28. března 2021 | 1,710                       |
| 10           | 10        | Host do domu    | Jaroslav Brabec | Ivan Hejna      | 4. dubna 2021   | 1,545                       |